# Marquesado de la Floresta
El marquesado de la Floresta es un título nobiliario español creado, con el vizcondado previo del mismo nombre, el 20 de junio de 1703 por el rey Felipe V en favor de Antonio de Potau y Ferreró, su gentilhombre de boca, para recompensarlo por sus servicios y méritos en las Cortes catalanas de 1701.
Su nombre hace referencia al «término, casa y castillo» de la Floresta de Arbeca, localidad antiguamente situada en la «veguería de Lérida» junto a la villa de las Borjas Blancas, y la cual el I marqués ya había comprado en enero de 1691 para titularse señor del lugar.
A pesar de que algunas fuentes afirman que el 28 de mayo de 1709 se le concedió la Grandeza de España honoraria, el historiador y genealogista español Jaime de Salazar y Acha ha demostrado que en realidad la misma fue investida en Pablo Arduino, príncipe Palicio, marqués de la Floresta y Soreto en Sicilia, cuya similitud en el título que poseía ha llevado a confusiones: «esta grandeza ha sido atribuida en algunas ocasiones, interesadamente, a otro Marquesado de la Floresta que fue concedido por Felipe V, por su Real Decreto de 20 de junio de 1703, al catalán don Antonio de Potau, y rehabilitado en 1982. Pero este otro marquesado de la Floresta es distinto al concedido a los Ardoino. Véase, como ejemplo de dicha errónea e interesada atribución, el Elenco de Grandezas y Títulos Nobiliarios Españoles (...) al tratar del marquesado de la Floresta», dice Salazar y Acha.
El I marqués murió en 1713 y el título fue heredado, posiblemente, por su esposa Ignacia de Gay Perellós de Aragón y Peñalosa. En 1982 Juan Carlos I lo rehabilitó a favor de Alfonso de Ceballos-Escalera y Gila.

## Marqueses de la Floresta
|                                  | Titular                                      | Periodo               |
| Creación por Felipe V            | Creación por Felipe V                        | Creación por Felipe V |
| -------------------------------- | -------------------------------------------- | --------------------- |
| I                                | Antonio de Potau y de Ferreró                | 1703-1713             |
| II                               | Ignacia de Gay Perellós de Aragón y Peñalosa | 1713-1747             |
| Rehabilitación por Juan Carlos I |                                              |                       |
| III                              | Alfonso de Ceballos-Escalera y Gila          | 1982-hoy              |

## Historia de los marqueses de la Floresta
- Antonio de Potau y de Ferreró (1664-1713), I marqués de la Floresta, doctor en Derecho, abogado fiscal de la Diputación de Cataluña en 1688, asesor y abogado general de la Casa y Estados de los duques de Cardona y de Medinaceli en dicho territorio, gentilhombre de boca de Felipe V desde 1702.[1]  En 1705, tras la concesión del título y en plena Guerra de Sucesión Española, también fue nombrado miembro del Consejo de Hacienda (en Sala de Gobierno) y presidente de la Contaduría Mayor de Cuentas, cargos en los que sirvió efectivamente desde 1706. Se halló presente en la jornada de Cataluña y el sitio de Barcelona. Por entonces fue uno de los seis ministros a los que el rey Felipe encomendó el arreglo del gobierno legal, político y económico del territorio catalán.[1]

El 7 de febrero de 1683, dentro de la iglesia parroquial barcelonesa de los Santos Justo y Pastor, contrajo matrimonio con Ignacia de Gay Perellós de Aragón y Peñalosa, señora de Tárrega e hija de Miguel de Gay y de Perellós de Aragón —señor de las baronías de Oronés, Sant Just y Quadra de Vilamajor, carlán de la villa de Ager—, y de la aragonesa Ana de Peñalosa Vela y Rebolledo. Sus tres hijos murieron a temprana edad, por lo que el marquesado recayó, al parecer, en la esposa de Antonio:
- Ignacia de Gay Perellós de Aragón y Peñalosa, II marquesa de la Floresta, dama de honor de la reina desde el 15 de diciembre de 1722 y guardamayor de palacio desde el 27 de abril de 1740.[5]

En 1714, tras la muerte del I marqués, contrajo matrimonio en Madrid con Juan de Abarca Luna y Villalón, II conde de la Rosa, teniente general de los Reales Ejércitos y comendador de la Orden de Santiago, que murió en 1737. Ella, por su parte, falleció en el palacio del Buen Retiro el 4 de marzo de 1747.
El testamento que otorgó la II marquesa el mismo día de su muerte, ante Félix Daniel del Campo, dejó por heredera a su sobrina Gertrudis de Sobíes y de Gay, hija única de su primo difunto Antonio de Gay Perellós. No obstante, desde esa fecha el marquesado quedó vacante y finalmente, según declaración del Consejo de Hacienda el 13 de septiembre de 1768, se extinguió. En realidad, el heredero original nombrado por el rey en 1718, Antonio de Potau y Osset (sobrino del I marqués y muerto en 1737), no había podido ostentar el título debido a que no tenía fortuna suficiente para pagar los elevados impuestos de lanzas y media anata establecidos en la época.
Inclusive, los dos intentos de rehabilitación, el 19 de abril —por parte de un descendiente de la familia de la segunda marquesa— y el 8 de mayo de 1916 —por parte de un descendiente de la línea de los condes de Vallcabra, cuyo parentesco con el primer marqués era «indemostrable documentalmente en su grado exacto»— fueron desestimados el 18 de octubre de 1918. Tuvieron que pasar poco menos de dos siglos desde la muerte de Ignacia de Gay hasta que —previa petición del interesado el 11 de noviembre de 1980 (BOE del día 20)— una resolución del Ministerio de Justicia el 19 de julio de 1982 (BOE del 18 de septiembre del mismo año) rehabilitó el título en favor de:

Escudos propuestos para Alfonso de Ceballos-Escalera y Gila, III marqués de la Floresta.

- Alfonso de Ceballos-Escalera y Gila  (n. Madrid, 4 de marzo de 1957), III marqués de la Floresta por carta de sucesión del 6 de septiembre de 1982,[10] barón de Oronés y de Saint Jus,[11][b] VIII vizconde de Ayala[13][14] y duque de Ostuni en Nápoles.[12][c]

El 15 de octubre de 1983, dentro de la catedral de Segovia, casó en primeras nupcias con Ana Belén Moyano y Vital (n. 1960), hija de Ignacio Moyano y Aboín, descendiente de los VIII condes de la Ventosa, y de su esposa Ana María Vital y Delgado. Contrajo segundo matrimonio el 26 de enero de 2001, en el Real Sitio de San Ildefonso (Segovia), con María Jofre y Gómez (n. 1969), hija de Ramiro Jofre y Pardo y de su esposa María de los Ángeles Gómez y Sobrino, además de dama gran cruz de la Orden Patriarcal de San Ignacio de Antioquía, dama oficial de la Orden al Mérito Melitense, de la Maestranza de Caballería de Castilla etc.